# 杜安·卡曾斯
杜安·卡曾斯（英語：Duane Cousins，1973年7月13日—），澳大利亚男子田径运动员。他曾代表澳大利亚参加1998年、2002年和2006年英联邦运动会田径比赛，获得一枚银牌。他也曾参加1996年和2000年夏季奥林匹克运动会。